# Леван Куталія
Леван Куталія (груз. ლევან კუტალია, нар. 19 липня 1989, Зугдіді) — грузинський футболіст, нападник вірменського клубу «Алашкерт». Відомий за виступами в низці грузинських та закордонних клубів, а також у складі молодіжної збірної Грузії. Дворазовий чемпіон Грузії, володар Кубка Грузії.

## Клубна кар'єра
Леван Куталія народився 1989 року в Зугдіді. Розпочав займатися футболом у школі клубу «Байя» (Зугдіді). З 2007 року розпочав грати в основній команді клубу, та зіграв протягом сезону 12 матчів чемпіонату.
З 2008 до 2011 року Куталія грав у складі боснійських команд «Славія» (Сараєво) і «Зріньскі», після чого повернувся до складу клубу із Зугдіді, який на той час перейменували на «Байя». У 2013—2014 роках футболіст грав у складі грузинських команд «Зестафоні» і «Шукура», після чого на початку 2015 року знову грав у складі «Зугдіді». У другій половині 2015 року Куталія перейшов до клубу «Мерані» (Мартвілі), а в 2016 році повернувся до клубу із Зугдіді, який на той час мав нову назву «Лазіка». У 2016—2017 роках футболіст удруге грав у складі клубу «Шукура», а в 2017 році став гравцем клубу «Торпедо» (Кутаїсі), у складі якого став чемпіоном Грузії.
У 2019 році Леван Куталія грав у складі клубу «Динамо» (Тбілісі), у складі якого став чемпіоном Грузії та найкращим бомбардиром першості країни. На початку 2020 року футболіст короткий час грав у складі казахського клубу «Іртиш».
У 2020 році грузинський форвард розпочав грати в ізраїльський клубах. у 2020—2021 роках Куталія грав у складі клубу «Хапоель» (Тель-Авів), у 2021 році грав також у клубі «Хапоель» (Умм аль-Фахм), але ще в цьому ж році перейшов до клубу «Секція Нес-Ціона». До середини 2023 року відіграв за команду з Нес-Ціони 59 матчів в національному чемпіонаті. З 2023 року грузинський нападник грає у вірменському клубі «Алашкерт», де вже з перших днів проявив високу результативність.

## Виступи за збірну
Леван Куталія протягом 2010—2011 років залучався до складу молодіжної збірної Грузії, у складі якої зіграв у 4 матчах.

## Титули і досягнення

### Командні
- Чемпіон Грузії (2):

«Торпедо» (Кутаїсі): 2017
«Динамо» (Тбілісі): 2019
- Володар Кубка Грузії (1):

«Торпедо» (Кутаїсі): 2018

### Особисті
- Найкращий бомбардир чемпіонату Грузії: 2019 (20 голів)